# 小国町立小国小学校
小国町立小国小学校（おぐにちょうりつ おぐにしょうがっこう）は、山形県西置賜郡小国町にある公立小学校である。

## 概要
小国町立小国中学校、山形県立小国高等学校と一貫教育「小中高一貫教育」を行っている。
校章は、創立90周年にあたる1961年12月に制定された。デザインは、円を中央に配し、万年筆のペン先を模したひし形を3つ生やしたものである。ひし形は小国町に聳える飯豊山や大朝日岳などの山々や、それらの山を擁する町の地形を表している。また雪の結晶にも近しく、雪国に住む人々の純朴な性格の意味も込められている。デザインは卒業生が手掛けた。

## 沿革

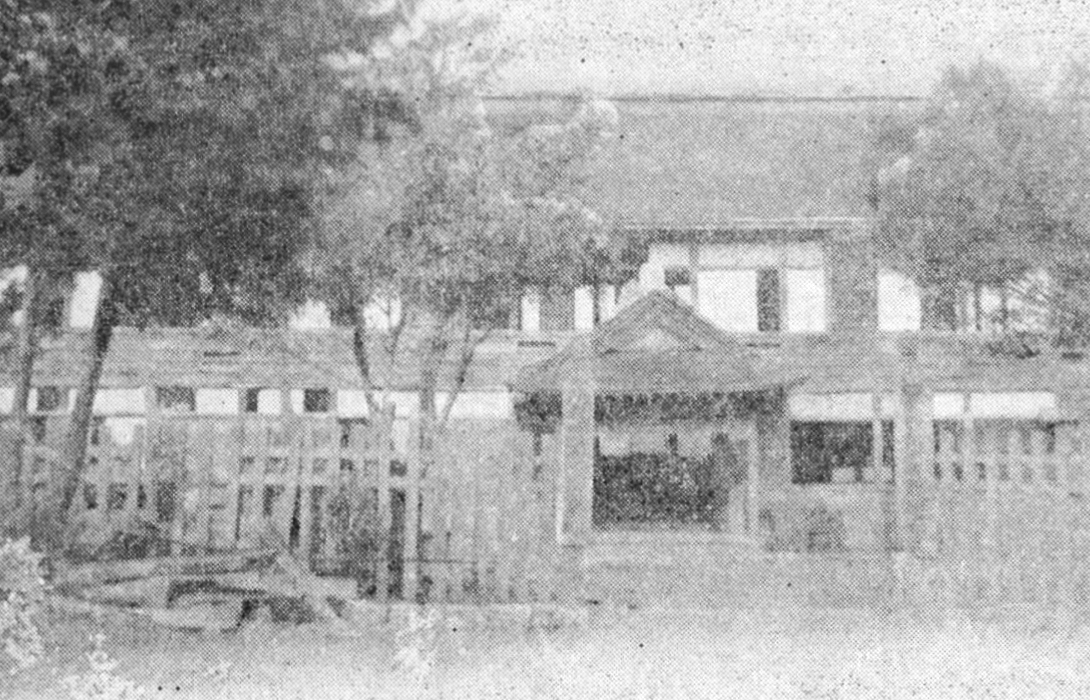
大正時代初期の小国小学校

- 1871年12月17日（明治4年11月6日） - 前身となる小国郷学校が、小国小坂町村の民家に開校[3][4]。
- 1872年8月2日（明治5年6月28日） - 学制発布により、第十番小国小学校[注 1]となる（開校）[5]。
- 1872年8月25日（明治5年7月22日） - 小国小学校に改称[6]。
- 1873年（明治6年）
  - 5月 - 玉川村の玉泉寺[注 2]に玉川分校を開設[7]。
  - 8月12日 - 玉川分校が玉川小学校として独立[8][9]。
- 1874年（明治7年）4月12日 - 小渡村に小渡分校、若山村の松圓寺[注 3]に若山分校を開設[11][12]。
- 1875年（明治8年）4月29日 - 種沢村の龍正寺[注 4]に種沢分校、大滝村の大龍寺[注 5]に分校を開設[15][11]。
- 1878年（明治11年）8月3日 - 小国小坂町382の2に新校舎を落成[16][17]。
- 1881年（明治14年）4月1日 - 伊佐領村の伊佐領小学校を当校の分校（伊佐領分校）に移行[16]。小渡分校を開設[16]。
- 1891年（明治24年）3月22日 - 小渡分校を舟渡小学校若山分校に統合[18]。
- 1892年（明治25年）4月1日 - 町村区画の改定により金目、古田、若山地区を小国本村に編入したことに伴い、舟渡小学校若山分校を当校の分校に移管[19]。
- 1893年（明治26年） - 高等科を併設し、小国本村尋常高等小学校に改称[20]。
- 1894年（明治27年） - 伊佐領分校の校舎を落成[21]。
- 1901年（明治34年）3月 - 種沢・若山・伊佐領の3分校を常設化[22]。
- 1902年（明治35年） - 金目地区と綱木地区に家庭教育場を開設[23]。
- 1904年（明治37年） - 小国小坂町の民家に臨時教場を開設（1909年3月31日まで）[20]。
- 1906年（明治39年） - 小国本村農業補習学校を併設[24]。
- 1907年（明治40年）9月 - 種沢分校の校舎を改築[20]。
- 1908年（明治41年）4月1日 - 小学校令の改正により修業年限が延長。各分校を分教場に改称[20]。
- 1910年（明治43年）
  - 4月1日 - 若山分教場の学級を分離し、古田地区に古田分教場を新設。金目家庭所を廃止[20]。
  - 11月 - 実業補習学校を開設[20]。
  - 新校舎を落成[3][20]。
- 1918年（大正7年） - 金目冬季分教場を開設[25]。
- 1919年（大正8年） - 綱木冬季分教場を開設[26]。
- 1924年（大正13年） - 伊佐領分教場の校舎を改築[21]。
- 1926年（大正15年）
  - 10月29日 - 若山分教場の校舎を改築[20]。
  - 10月31日 - 体操場を落成[20]。
- 1931年（昭和6年）11月14日 - 古田分教場の校舎を改築[20]。
- 1935年（昭和10年）3月30日 - 越戸分教場を開設[20]。
- 1937年（昭和12年）
  - 7月1日 - 越戸分教場の校舎を改築[20]。
  - 12月1日 - 大字小倉350に小倉冬季臨時分教場を開設[27]。
- 1941年（昭和16年）4月1日 - 国民学校令施行により、小国本村国民学校に改称[20]。
- 1942年（昭和17年）11月3日 - 小国本村が町制施行のうえ小国町と改称したことに伴い、小国町国民学校に改称[28]。
- 1943年（昭和18年）8月15日 - 第二体操場を落成[20]。
- 1946年（昭和21年）12月17日 - 校歌を改正[2][3]。
- 1947年（昭和22年）4月1日 - 学制改革により、小国町立小国小学校に改称。各分教場を分校に改称。小国中学校を併設（1949年6月まで）[29]。
- 1948年（昭和23年）4月1日 - 小国高等学校を併設（1952年9月まで）[30][31]。
- 1951年（昭和26年） - 完全給食を開始（週2回）[3]。
- 1957年（昭和32年） - 綱木冬季分校校舎が火災により全焼[32]。
- 1960年（昭和35年）8月1日 - 若山分校・古田分校・舟渡小学校が統合し、沖庭小学校が開校[33]。金目冬季分校を沖庭小学校へ移管[25]。
- 1961年（昭和36年）
  - 新校舎の建築工事を開始[3]。
  - 12月 - 校章を制定[2]。
- 1963年（昭和38年）4月1日 - 伊佐領分校が伊佐領小学校として独立。綱木冬季分校を伊佐領小学校へ移管[34]。
- 1966年（昭和41年） - 新校舎を落成[3]。
- 1967年（昭和42年）8月28日 - 羽越水害が起こり、校舎は床上浸水し、グラウンドは流失した[35][36]。
- 1968年（昭和43年）12月31日 - 越戸分校を廃止[37]。
- 1977年（昭和52年） - 小倉冬季分校を休校[38]。
- 1983年（昭和58年） - 小倉冬季分校を廃止[38]。
- 1981年（昭和56年） - プールを落成[3]。
- 1984年（昭和59年） - 健康優良学校として全国表彰を受ける[3]。
- 1988年（昭和63年） - ことばの教室を開設[3]。
- 1991年（平成3年） - 中庭を整備[3]。
- 1992年（平成4年） - 優良PTAにつき文部大臣表彰を受ける[3]。
- 1996年（平成8年） - 給食が文部大臣より表彰される[3]。
- 2008年（平成20年） - 小玉川小学校を統合[3]。
- 2010年（平成22年） - 玉川小学校を統合[3]。
- 2011年（平成23年） - 伊佐領小学校を統合[3]。
- 2012年（平成24年） - 白沼小学校を統合[3]。
- 2013年（平成25年） - 北部小学校を統合[3]。
- 2014年（平成26年）
  - 3月14日 - 新校舎を落成[39]。
  - 4月1日 - 沖庭小学校を統合[3]。
- 2019年（令和元年） - 全普通教室にエアコンを整備[3]。保小中高一貫教育を開始[1]。
- 2020年（令和2年） - 成績評価の2期制を導入[3]。
- 2021年（令和3年） - 全児童分のタブレット端末を整備[3]。
- 2023年（令和5年） - 教科担任マイスター制度を導入[3]。

## 学区
大字小国小坂町・大字小国町・大字栄町・大字岩井沢・大字兵庫舘・大字緑町・大字東原・大字あけぼの・大字町原・大字松岡・大字朝篠・大字芹出・大字北・大字田沢頭・大字湯の花・大字西・大字幸町・大字増岡・大字大宮・大字宮の台・大字小渡・大字貝少・大字若山・大字針生・大字新屋敷・大字古田・大字金目・大字舟渡・大字尻無沢・大字網代瀬・大字今市・大字松崎・大字栃倉・大字小倉・大字大滝・大字新原・大字杉沢・大字種沢・大字黒沢・大字小玉川・大字泉岡・大字玉川・大字足野水・大字片貝・大字中田山崎・大字玉川中里・大字市野沢・大字百子沢・大字足水中里・大字菅沼・大字滝倉・大字樽口・大字伊佐領・大字綱木箱ノ口・大字沼沢・大字白子沢・大字越中里・大字長沢・大字樋ノ沢・大字中島・大字焼山・大字荒沢・大字折戸・大字入折戸・大字驚・大字太鼓沢・大字小股・大字五味沢・大字石滝

## 進学先の中学校
- 小国町立小国中学校[41]

## アクセス

### 鉄道
- 東日本旅客鉄道（JR東日本）米坂線 - 小国駅から徒歩で約9分

### バス
- 小国町営バス「小学校前」停留所下車

## 周辺
- 小国町立小国中学校
- 小国町町民総合体育館
- 明沢川
- おぐに開発総合センター
- 平等寺